# ABC News Now
ABC News Now – amerykański, całodobowy informacyjny kanał telewizyjny. Rozpoczął emisję 26 lipca 2004 roku. Jego właścicielem jest przedsiębiorstwo The Walt Disney Company, które prowadzi między innymi takie kanały jak: Disney Channel, ABC. 28 października 2013 roku został zastąpiony kanałem Fusion. 
Jego siostrzanym kanałem jest stacja ABC News.

## Programy
- 'Tech This Out!' – program przedstawiający nowinki technologiczne i przewodniki po najnowszych gadżetach;
- Chef's Table
- Exclusiva – wiadomości ze świata. Prowadzony jest przez Davida Puente;
- Good Morning America Health – program o tematyce zdrowotnej i innych tematach z nią związanymi. Program został wprowadzony w październiku 2008 roku po tym, jak zdjęty został z anteny jego poprzednik Good Morning America z powodu niskiej oglądalności;
- Healthy Life – wiadomości i porady jak troszczyć się o siebie i swoją rodzinę. Prowadzony jest przez Tima Johnsona;
- Inside the Newsroom – relacje z miejsc na świecie, gdzie dzieje się najwięcej. Emitowany jest trzy razy na dobę;
- Money Matters – informacje finansowe i ekonomiczne;
- Popcorn with Peter Travers
- Politics Live – informacje o polityce;
- What's the Buzz – najnowsze wiadomości;
- All Together Now – program o losach ludzi, którzy pracują, by zmienić świat;
- Good News Really
- Guilt or Innocence?
- Influential – rozmowy o doniesieniach z prasy;
- Top Priority – program, który porusza problemy dzisiejszych kobiet;
- World View – przegląd prasy z całego świata, podsumowanie informacji w niej zawartych;
- Now You Know